# Hero MotoCorp
Hero MotoCorp là một công ty đa quốc gia của Ấn Độ hoạt động trong lĩnh vực sản xuất các loại xe máy và xe tay ga có trụ sở chính tại New Dehli. Công ty hiện là một trong những nhà sản xuất xe hai bánh lớn nhất trên thế giới và chiếm khoảng 46% thị phần trong ngành công nghiệp sản xuất xe hai bánh của Ấn Độ. Tính đến  ngày 27 tháng 5 năm 2021, giá trị vốn hóa thị trường của công ty đạt 59,600 karor.

## Lịch sử
Hero Honda được thành lập vào năm 1984 sau sự hợp tác liên doanh giữa Hero Cycle của Ấn Độ và Honda của Nhật Bản. Vào tháng 6 năm 2012, Hero MotoCorp đã phê duyệt đề xuất sáp nhập chi nhánh của Hero Investment Pvt. Ltd. vào nhà sản xuất ô tô. Quyết định này được đưa ra khoảng 18 tháng sau khi công ty tách khỏi Hero Honda.

## Các vốn đầu tư cổ phiếu
Vào tháng 7 năm 2013, Hero MotoCorp đã mua lại 49.2% cổ phần của Erik Buell Racing, một công ty sản xuất mô tô thể thao có trụ sở chính tại East Troy, Wisconsin, Hoa Kỳ.

## Người lao động
Tính đến ngày 31 tháng 3 năm 2014, công ty có khoảng 6,782 người lao động (trong đó số lao động là nữ chiếm tỷ lệ khoảng 1.1%). Tại thời điểm đó, công ty có khoảng 13.800 nhân viên tạm thời. Tỷ lệ nhân viên nghỉ việc của công ty đạt 5.1% trong báo cáo tài chính các năm 2012–2013.

## Giải thưởng
- Xếp hạng thứ 108 trong danh sách 200 doanh nghiệp được kính trọng nhất thế giới do Forbes bình chọn.[11]
- Báo cáo về niềm tin với thương hiệu do tạp chí Trust Research Advisory công bố, công ty xếp ở vị trí thứ 7 trong số những thương hiệu được tin dùng nhất tại Ấn Độ.[12]